# برج العرب جدیده
برج العرب جدیده (به عربی: برج العرب الجدیدة) یک منطقهٔ مسکونی در مصر است که در اسکندریه واقع شده‌است. برج العرب جدیده ۱۹۱ کیلومتر مربع مساحت و ۱۵۰٬۲۳۰ نفر جمعیت دارد.

## نگارخانه

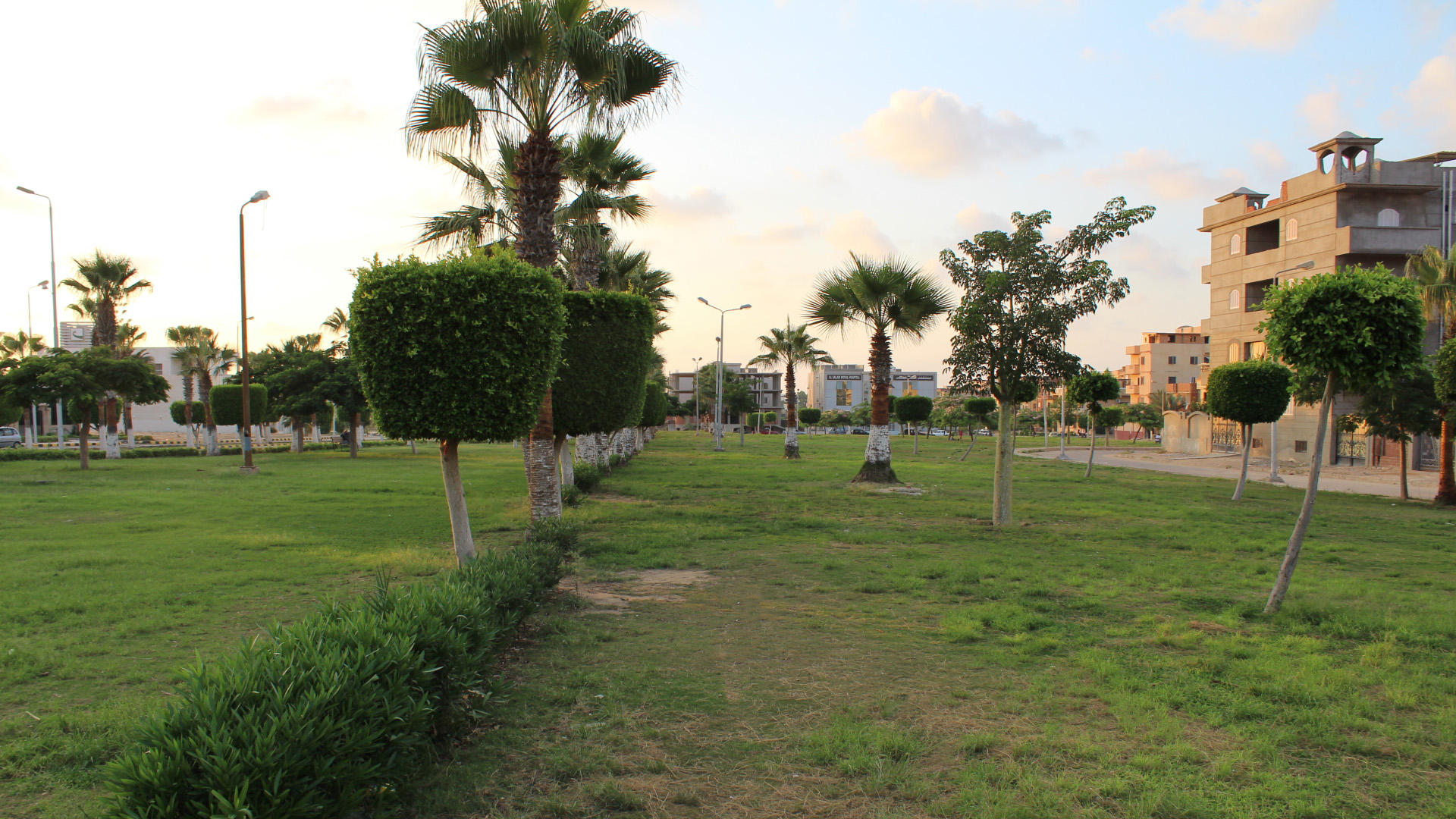
Park in city
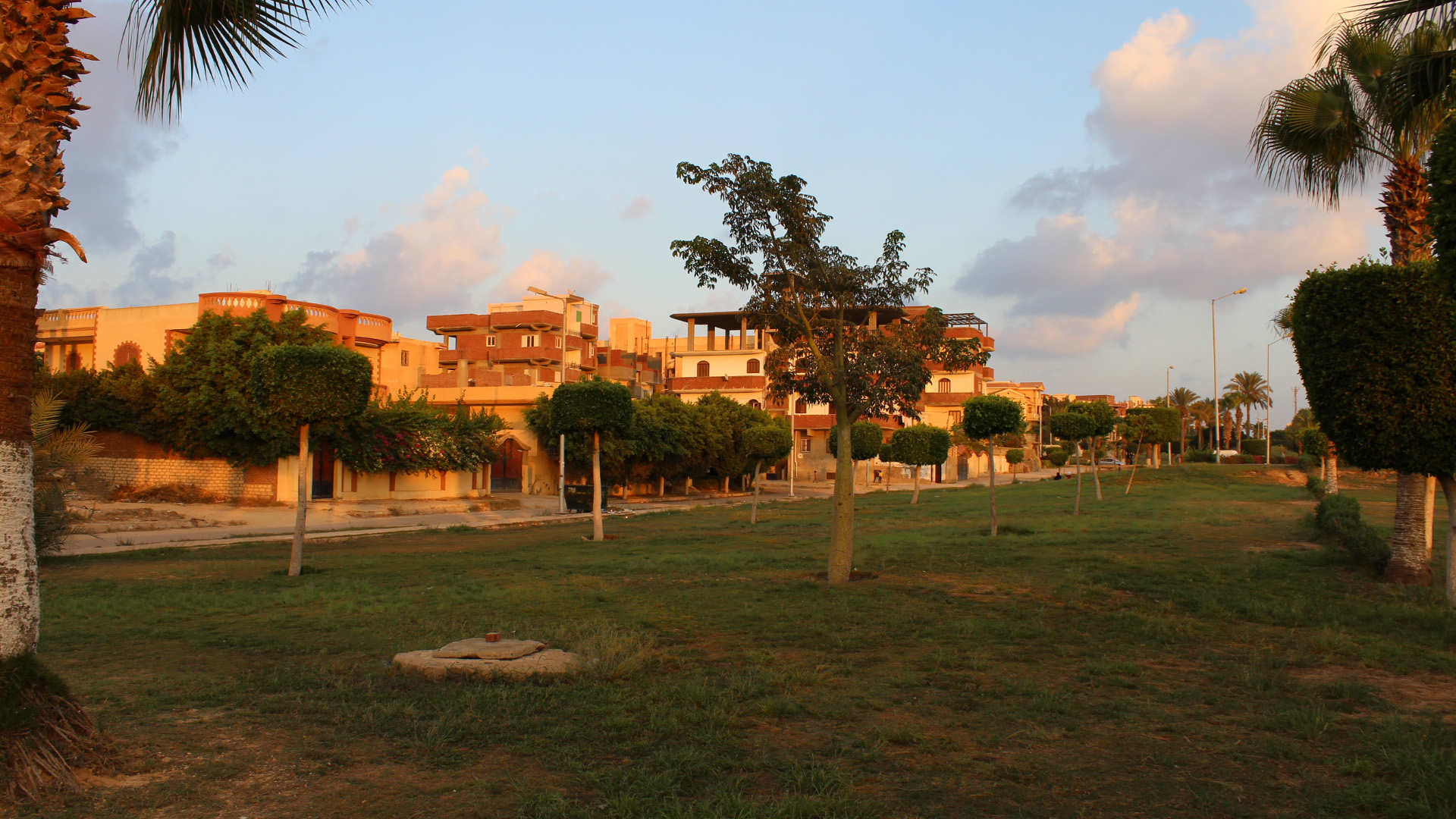
Park in city
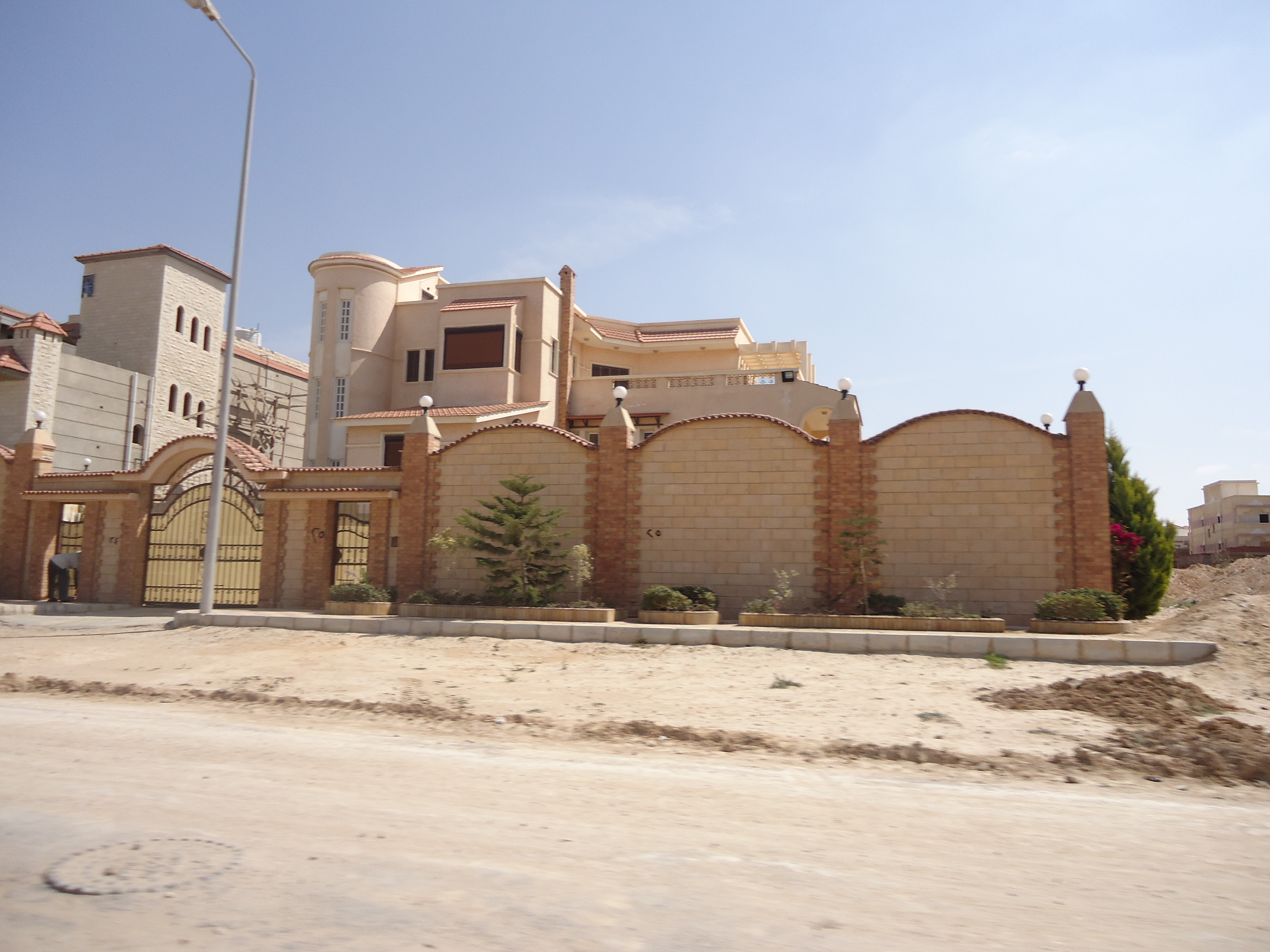
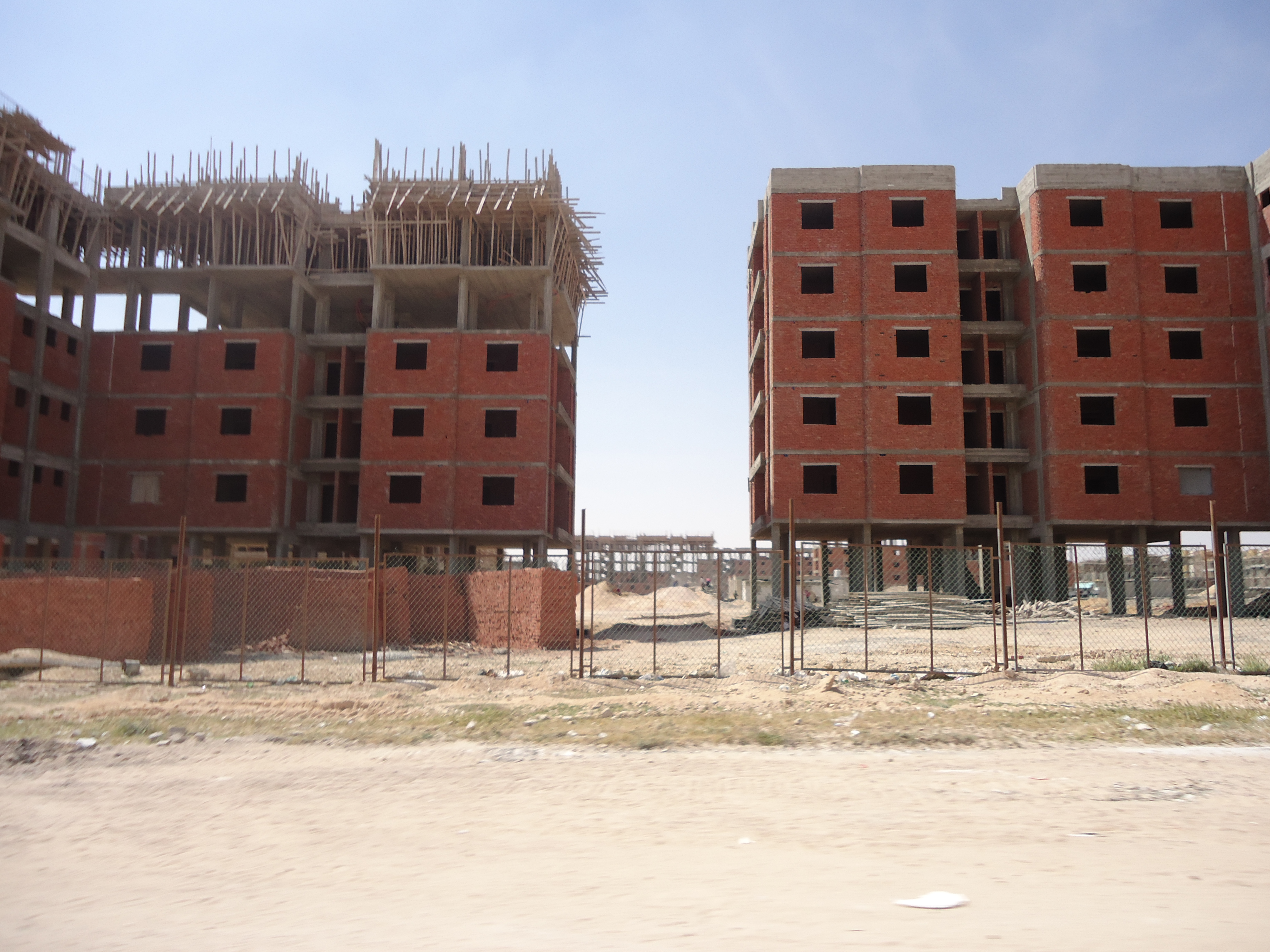
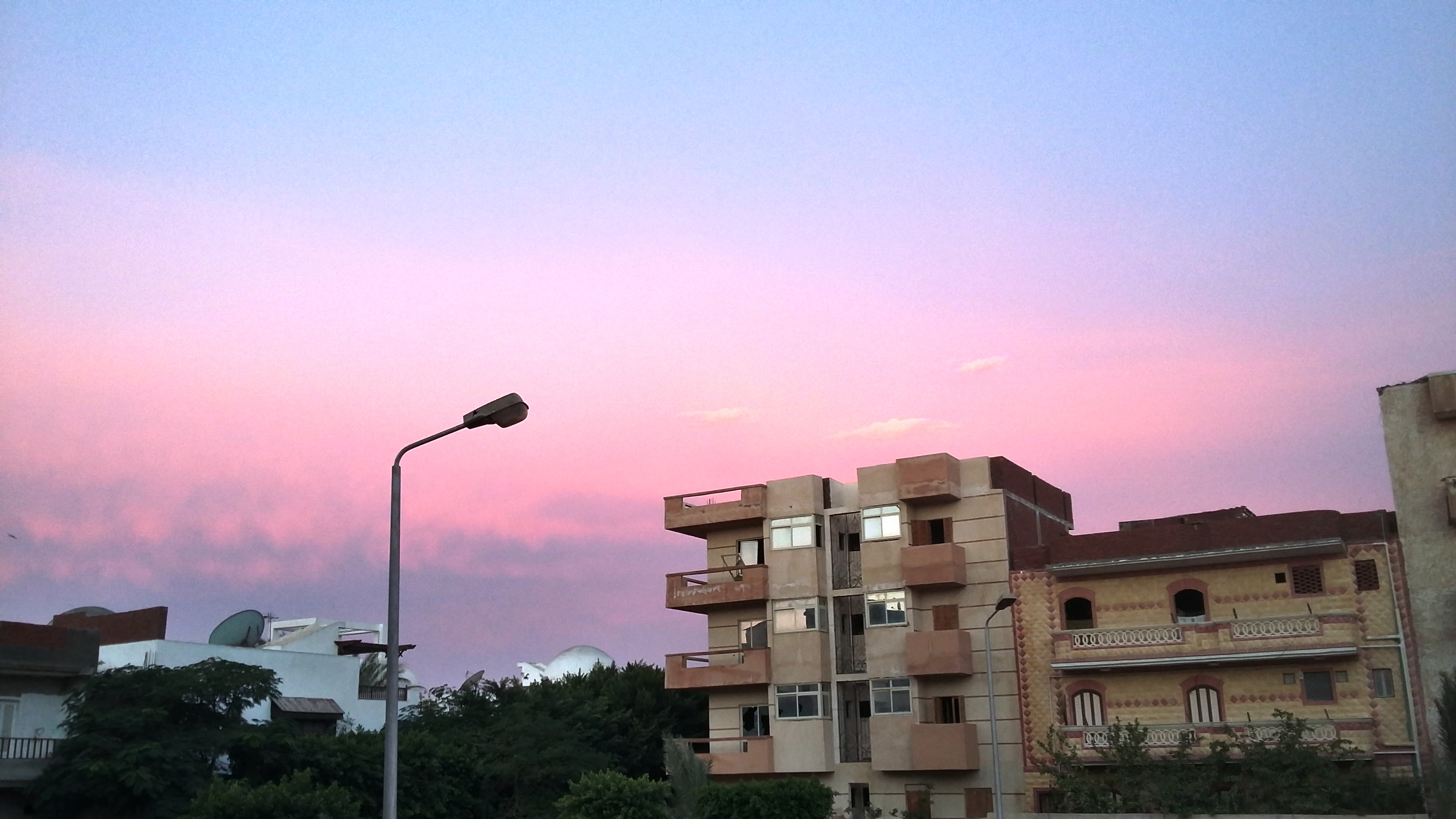
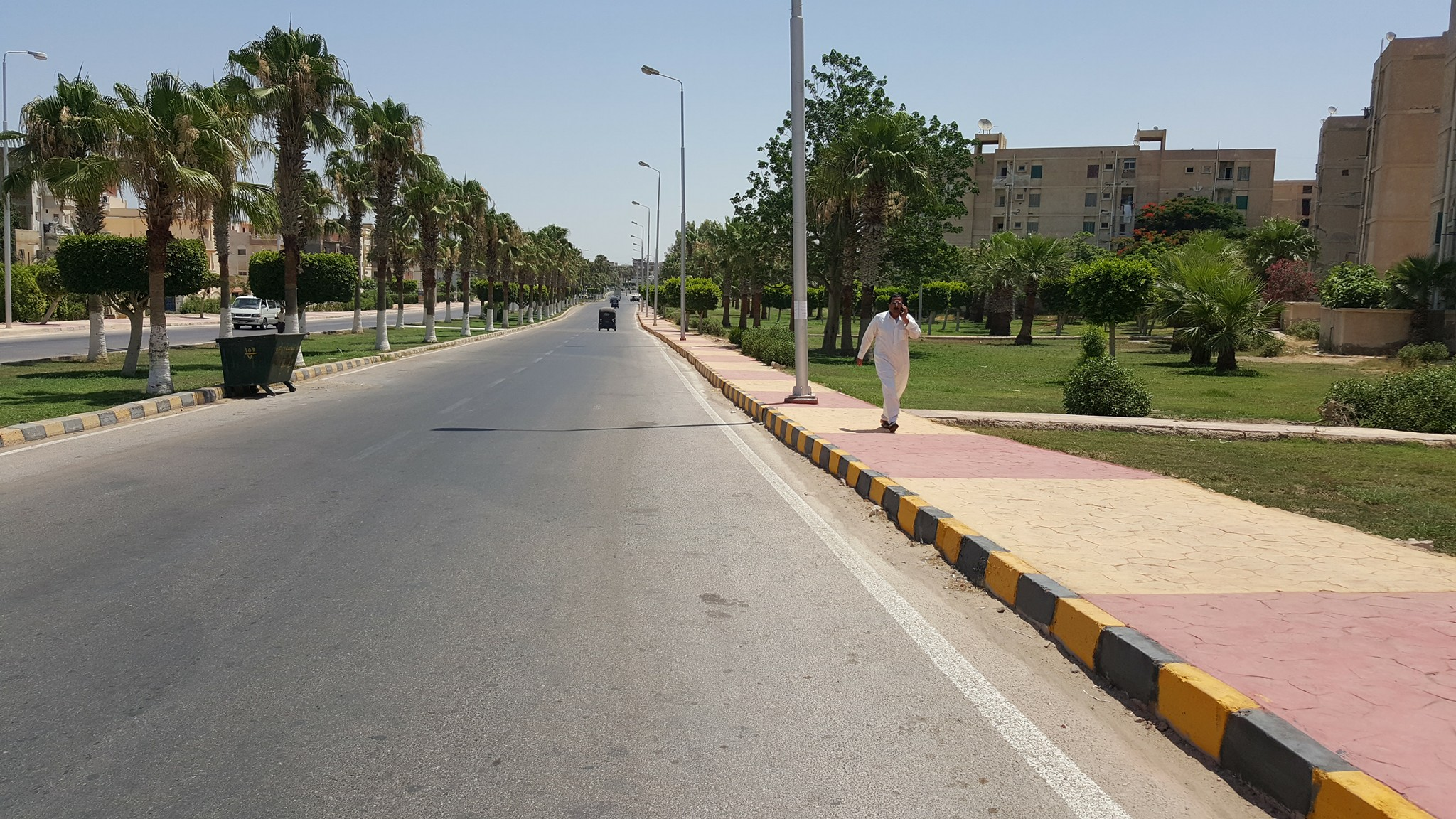
Street in city
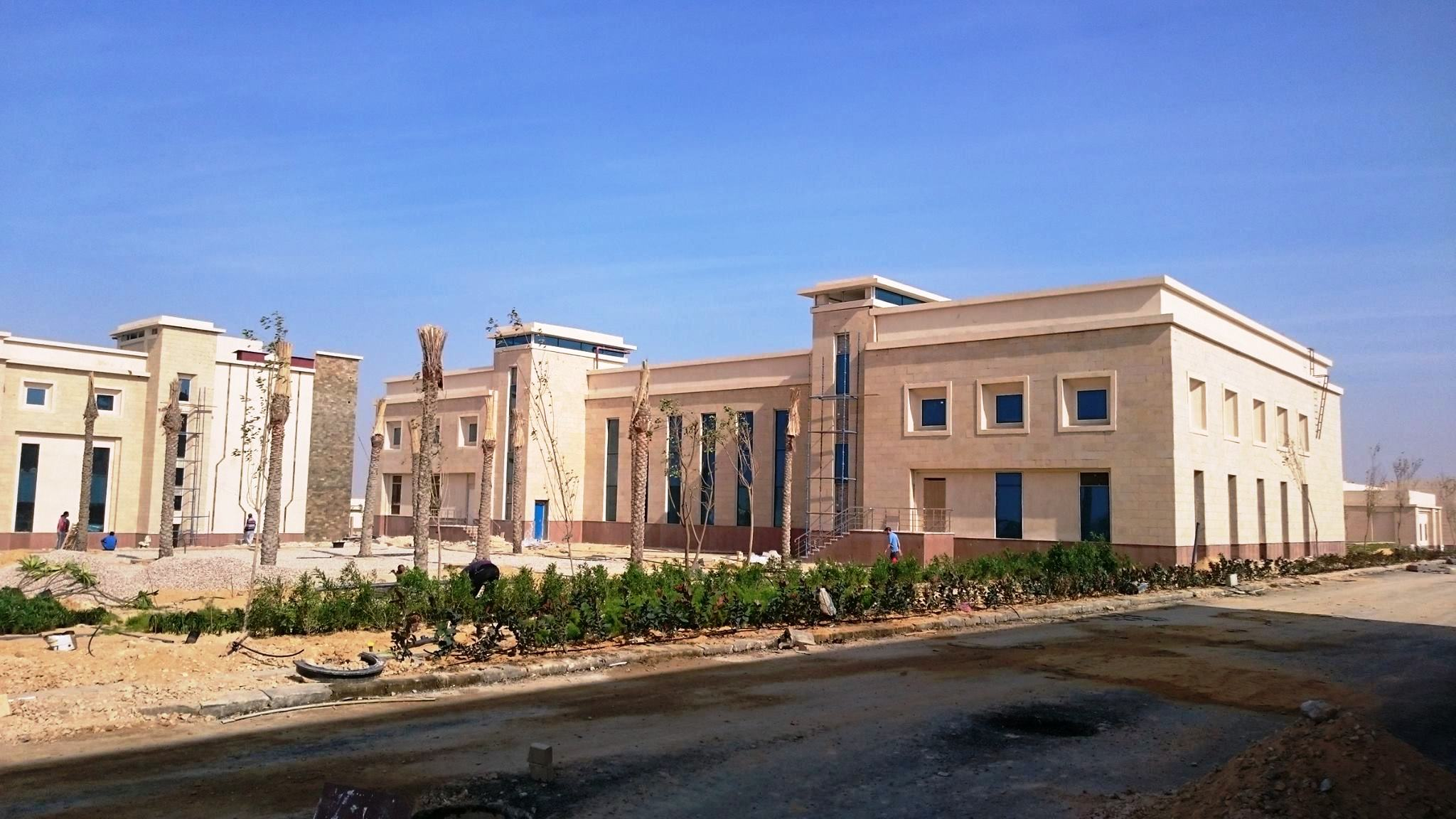
Technological_area
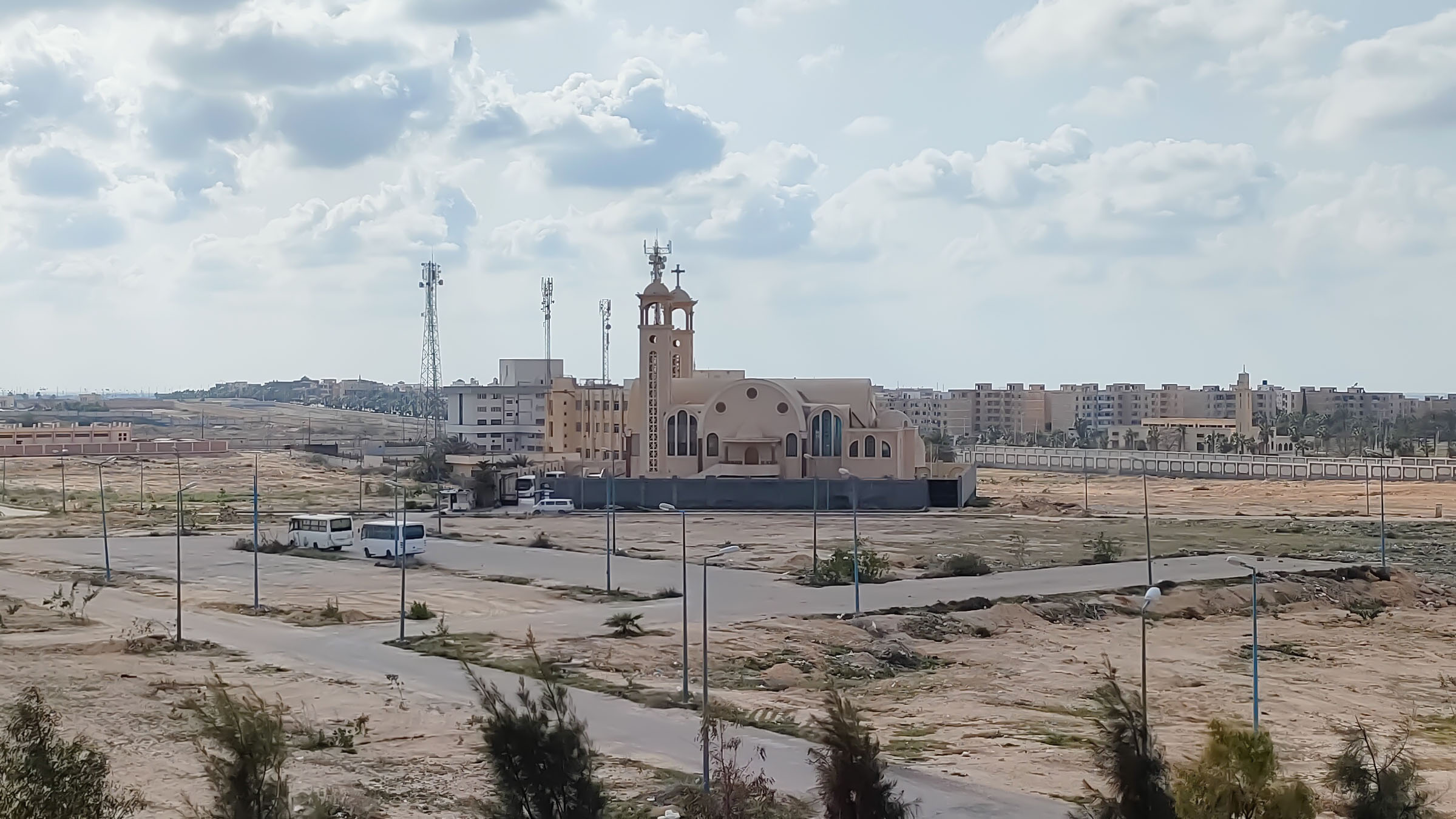
church
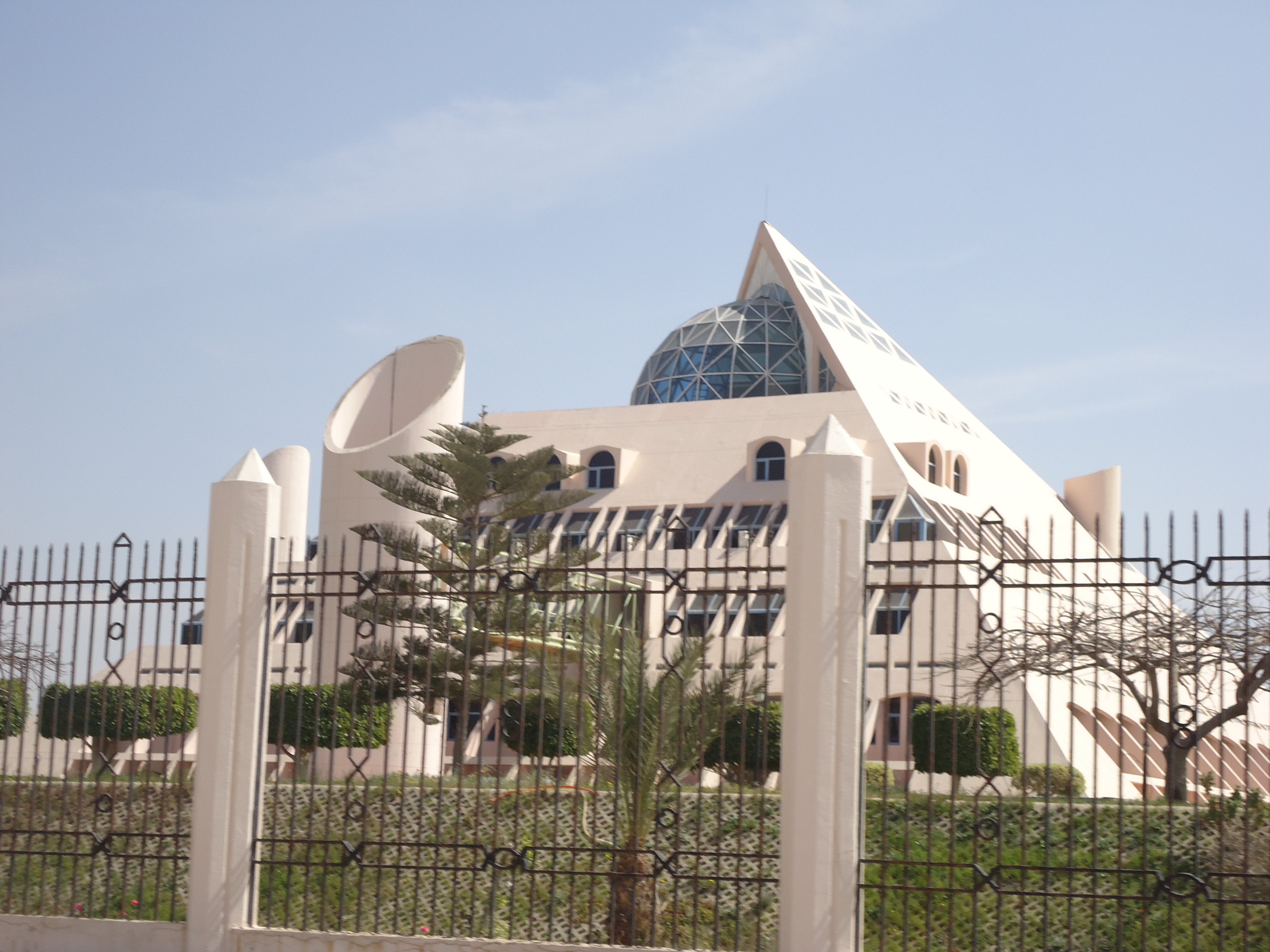
Scientific Research City.
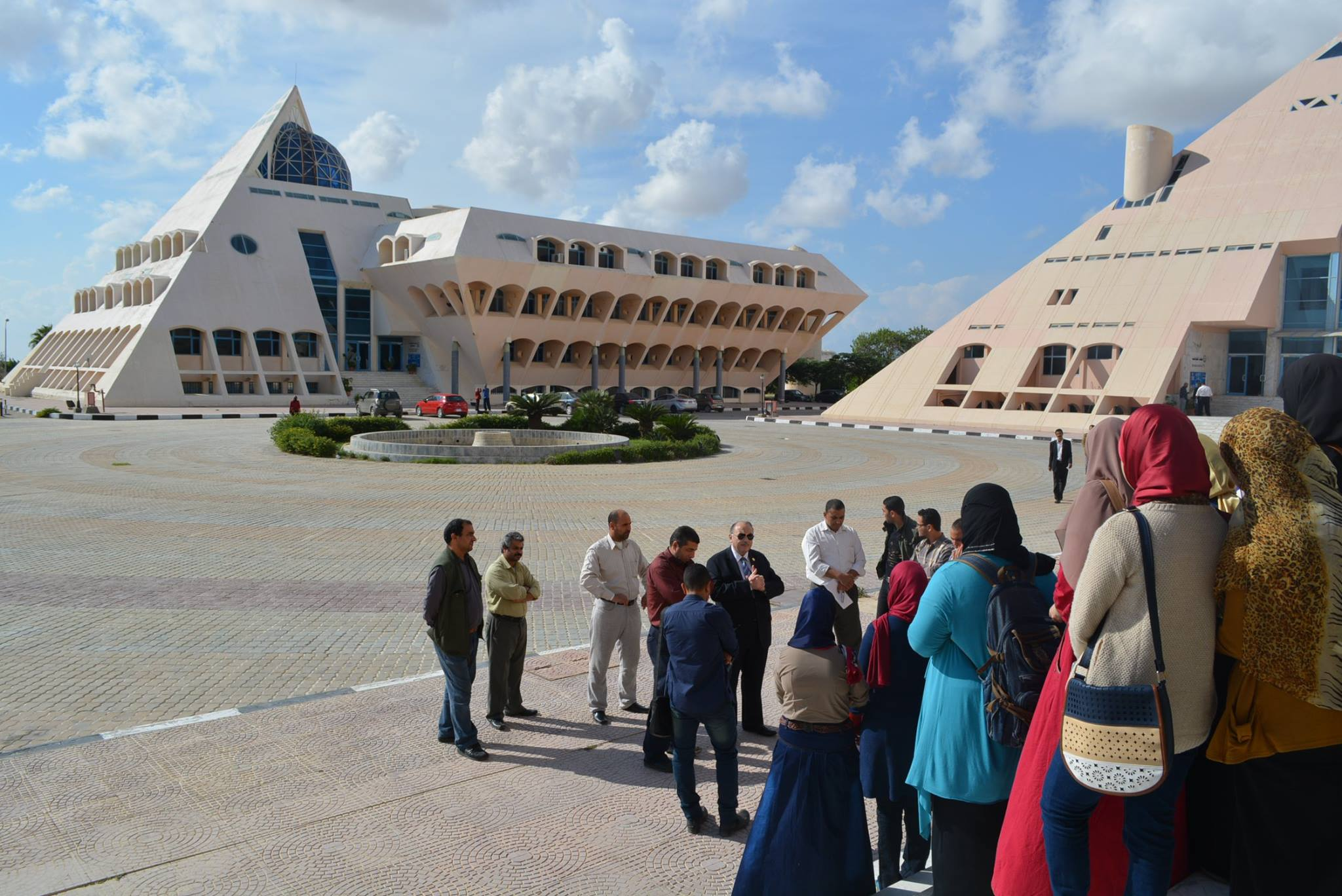
inside Scientific Research City.
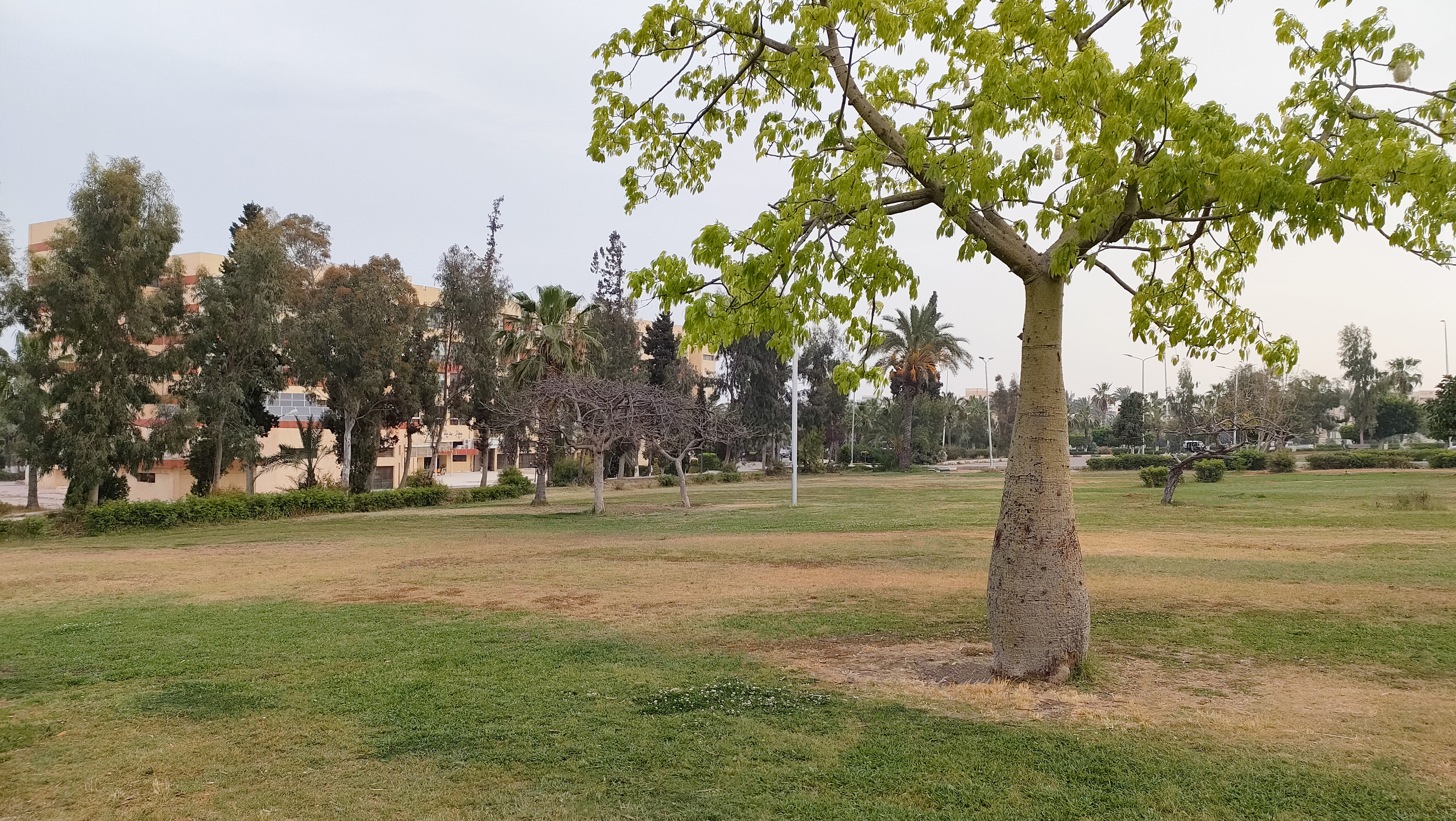
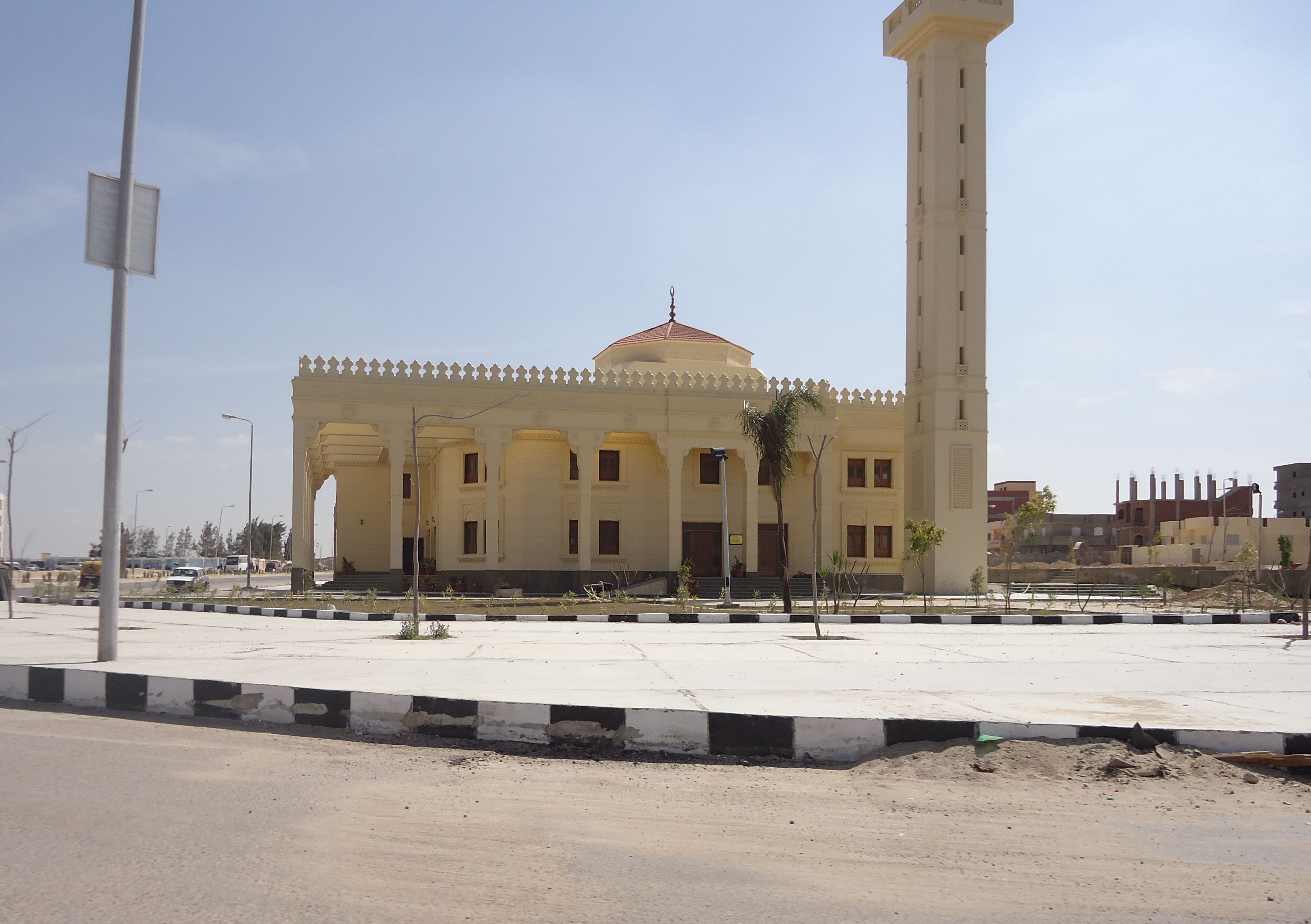
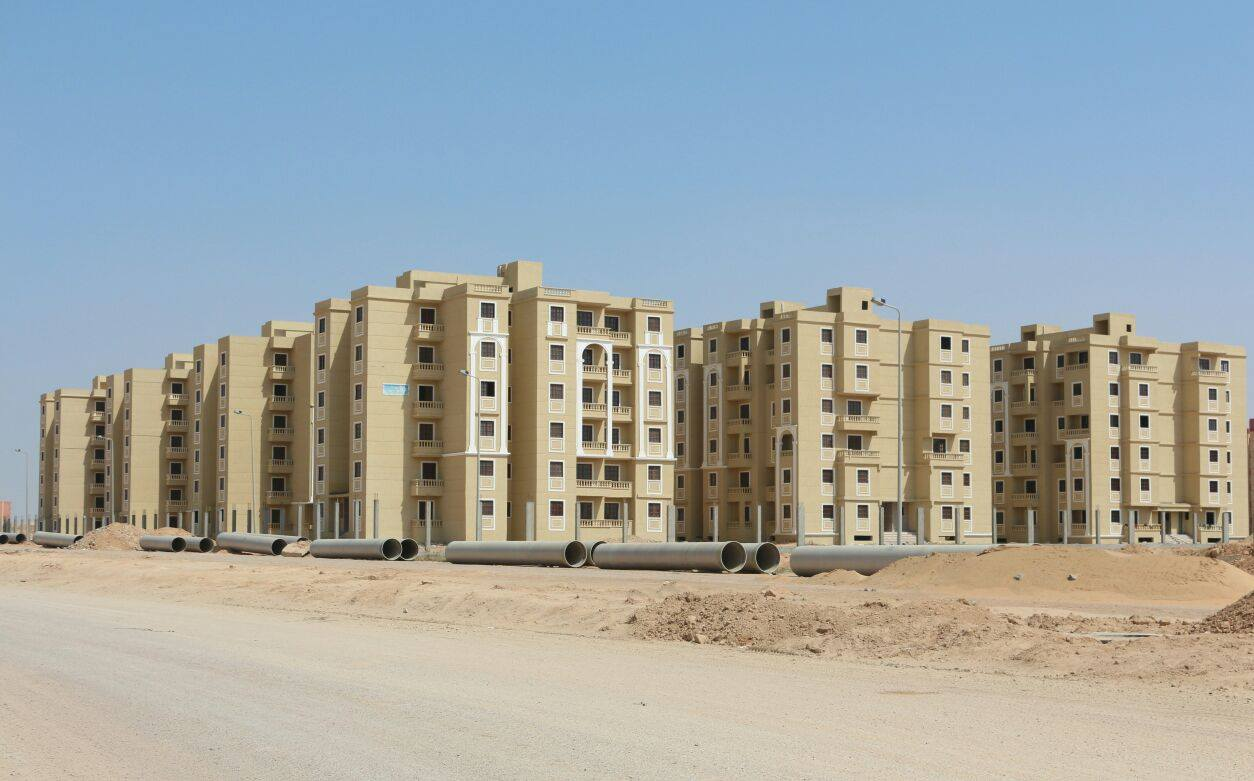
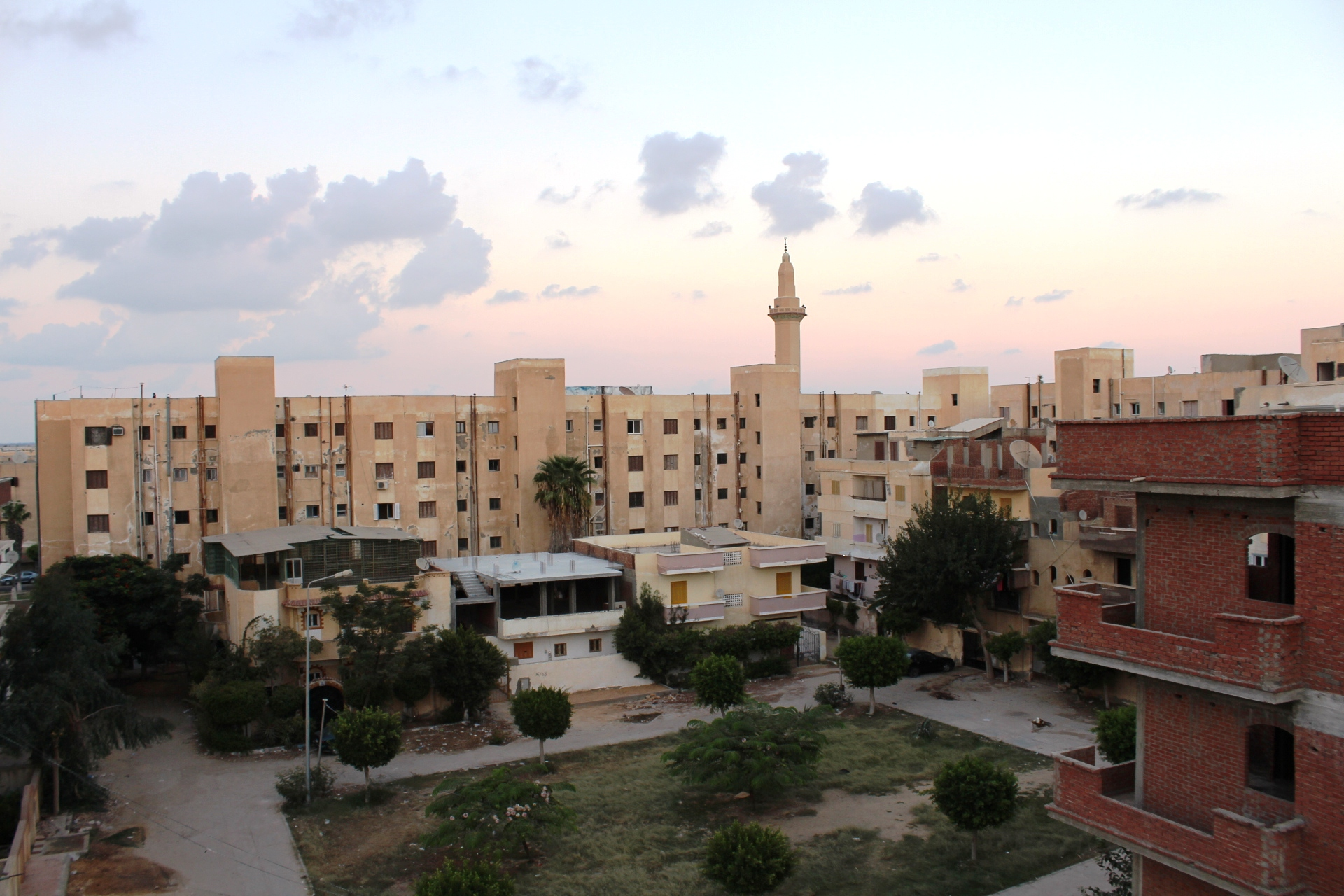
Houses in first neighbourhood
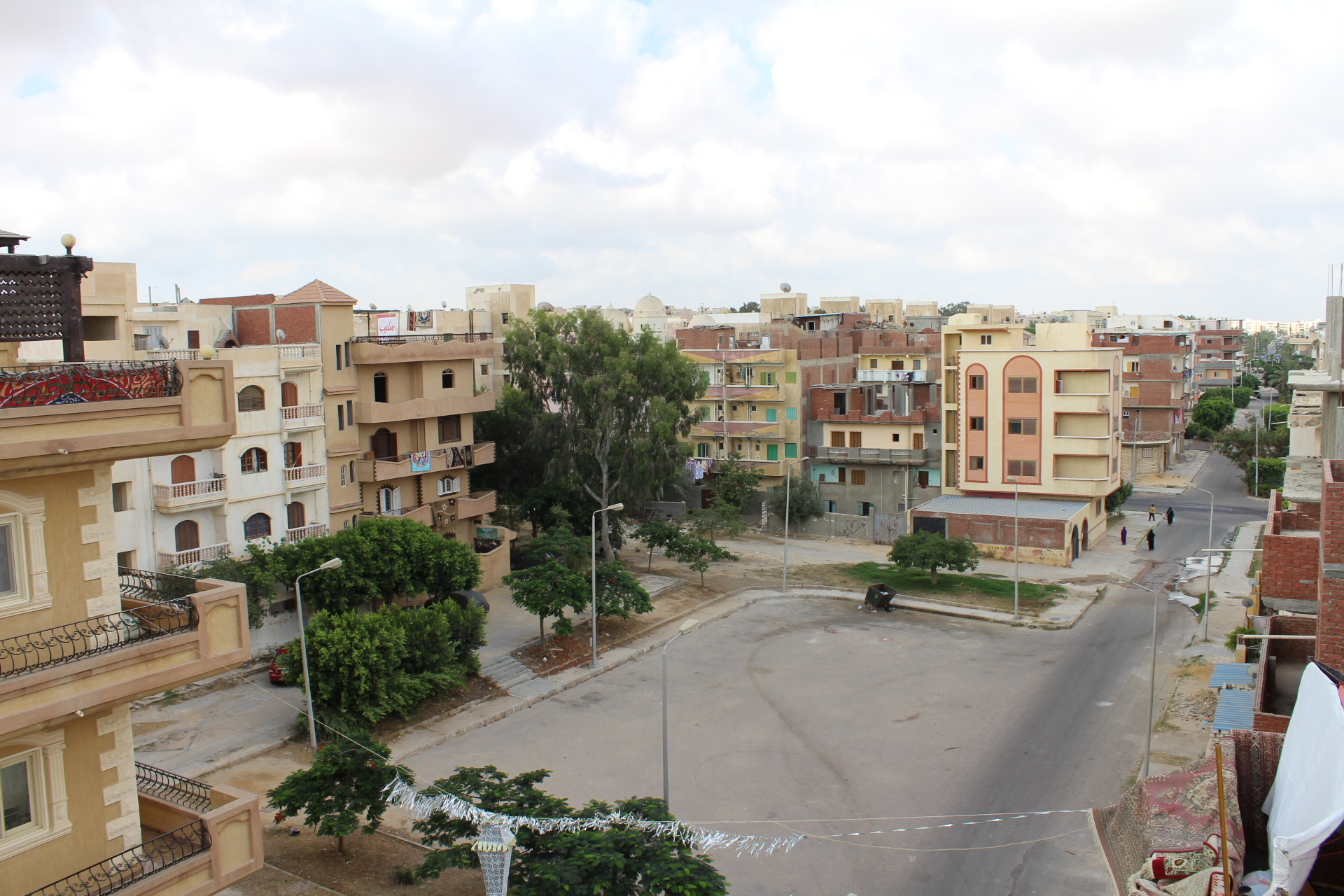
Houses in first neighbourhood
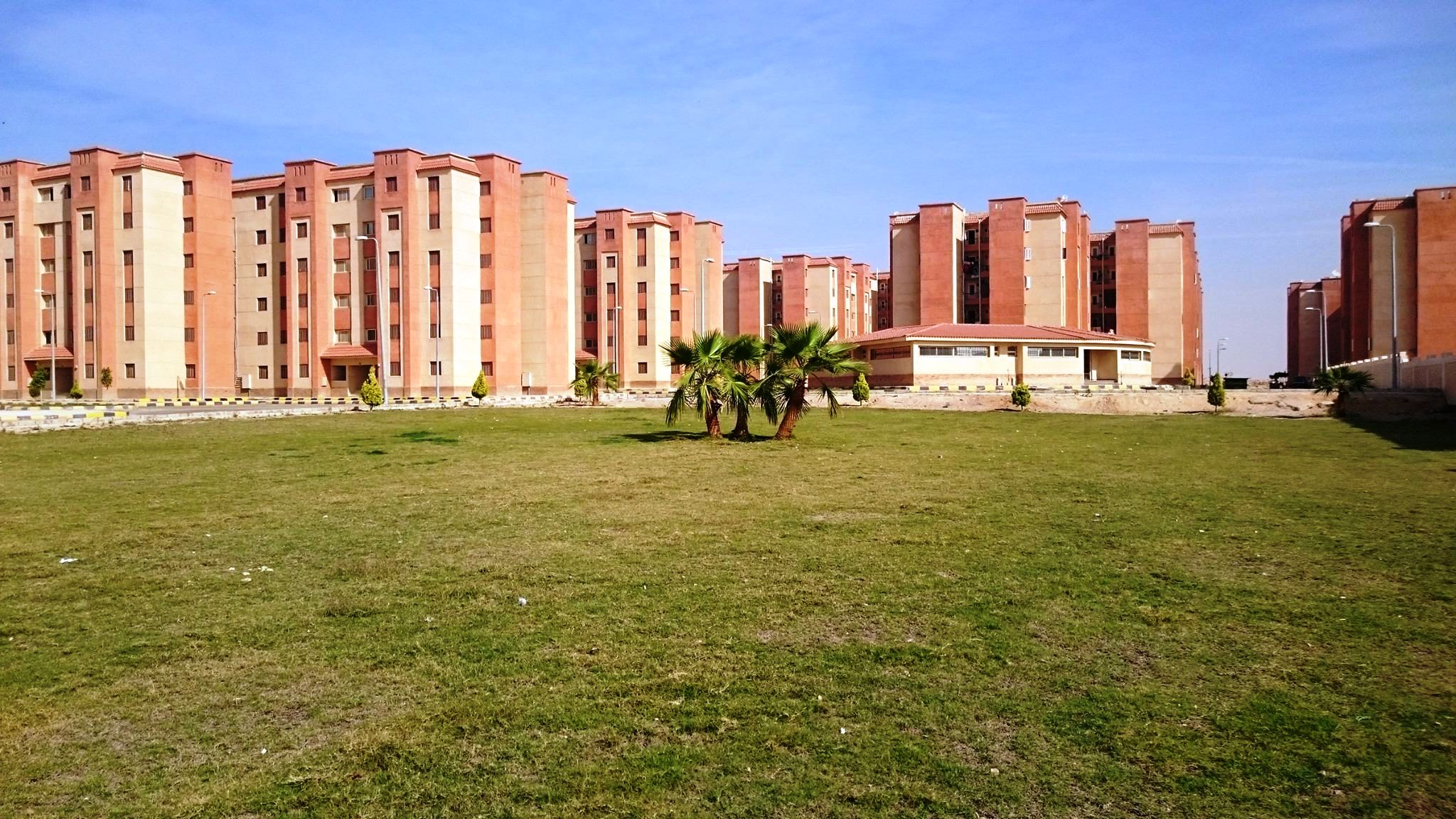
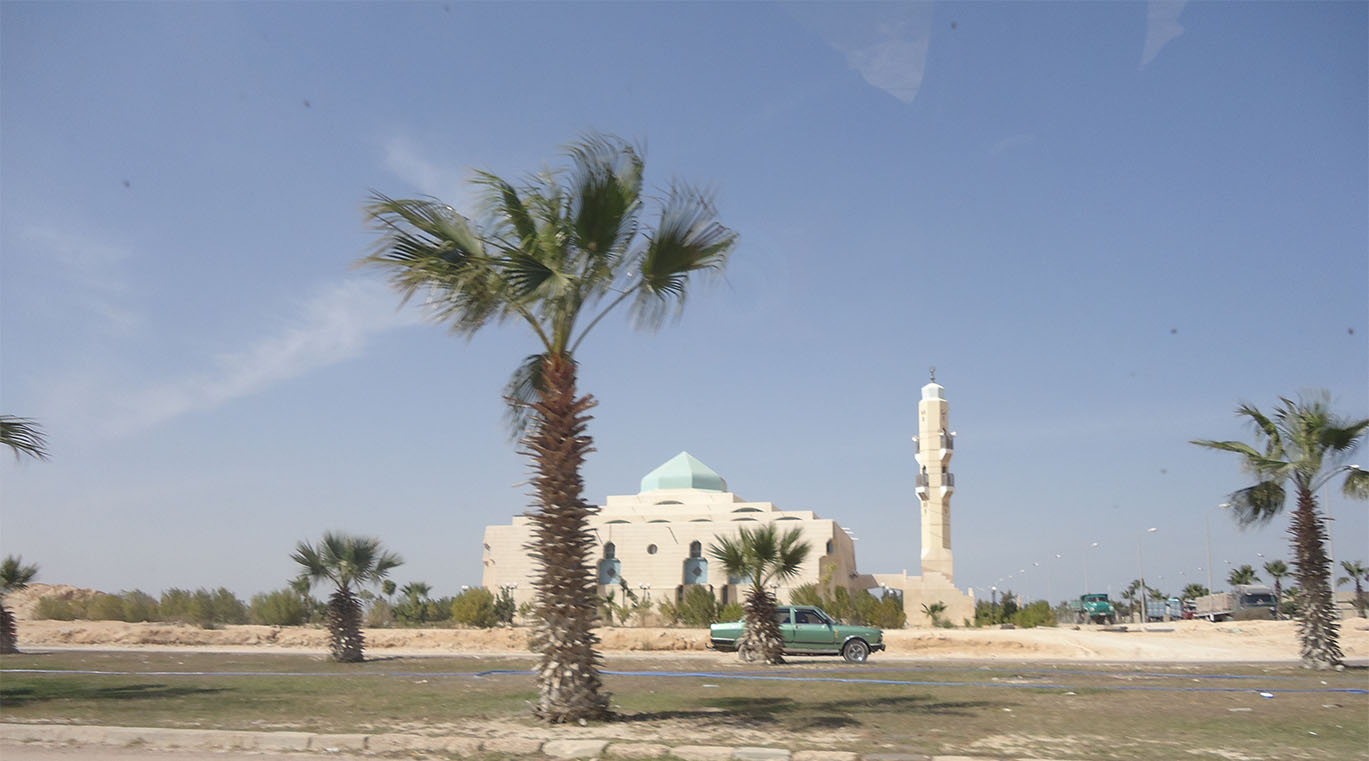